# Rohrbach, Birkenfeld
Rohrbach là một đô thị thuộc huyện Birkenfeld, bang Rheinland-Pfalz, Đức. Đô thị này có diện tích 2,46 km².